# غاز مصر (شركة)
غاز مصر (بالإنجليزية: Egypt Gas)‏ هي إحدى شركات قطاع البترول المصري, والتي تأسست عام 1983 وفقاً لأحكام قانون الاستثمار رقم 43 لسنة 1974 والمعدل بقانون الاستثمار رقم 230 لسنة 1989 والمعدل بقانون ضمانات وحوافز الاستثمار رقم 8 لسنة 1997 كشركة مساهمة مصرية

## نشاط الشركة
تمتلك الشركة القدرة على تنفيذ أعمال التصميم والأعمال الهندسية اللازمة لتوزيع الغاز الطبيعي من خلال خطوط وشبكات تحت الأرض بدءاً من الشبكة القومية للغاز حتى مناطق الإستهلاك. وتشمل تلك الأعمال دراسة السوق والدراسات الفنية والاقتصادية والمسح الأرضي ومسح الأجهزة، ثم يتبع ذلك إنشاء محطات إضافة الرائحة ومحطات تخفيض الضغط والتحكم وخطوط الصلب وشبكات الغاز الطبيعي داخل المدن والمنظمات والتركيبات الخارجية والداخلية وتركيبات المداخن للسخانات بالإضافة إلى تحويلات الأجهزة.

## المساهمون
- المصرية القابضة للغازات الطبيعية إيجاس (83.20%)
- محمد عبد الله معوض (1.33%)
- الجيزة للكابلات (1.109%)
- هشام هلال صادق السويدي (0.69%)
- رانا محمد علي طه محمد (0.516%)

## مساهمات الشركة بقطاع البترول
- كارجاس - الغاز الطبيعي للسيارات : 40%
- غازتك - المصرية الدولية لتكنولوجيا الغاز : 10%
- بترومنت - الإسكندرية للصيانة البترولية : 13%
- جاسكو - المصرية للغازات الطبيعية :15%
- صيانكو - المصرية لصيانة الأجهـزة : 20%
- بوتاجاسكو - المصرية لنقل وتوصيل الغاز : 30%
- تاون جاس - المصرية لتوزيع الغاز الطبيعي للمدن : 30%
- روجتك - الإقليمية لنقل تكنولوجيا البترول والغاز : 10%
- غاز كول - المصرية للتبريد بالغاز الطبيعي : 20%
- بتروتريد - الخدمات التجارية البترولية : 25%
- ميجاس - البحر المتوسط للغاز : 10%
- يونيون غاز : 10%
- سيناء للخدمات البترولية والتعدينية : 10%
- افاق الاتحاد للغاز والتبريد : 24%
- الليبية المصرية للغاز والخدمات النفطية :49%

## رؤساء الشركة
- وائل جويد.
- ياسر صلاح الدين.[1]
- هشام رضوان.[2]
- محمد إبراهيم.[3]
- فيصل أبو العز.[4]
- فؤاد رشاد.[5]
- مصطفى إسماعيل.[6]
- محمد الغنام.
- محمد عادل عبد الحميد.[7]
- نبيل هاشم.[8]
- عبد الحميد أبو بكر.[9]